# リンピオ (パラグアイ)

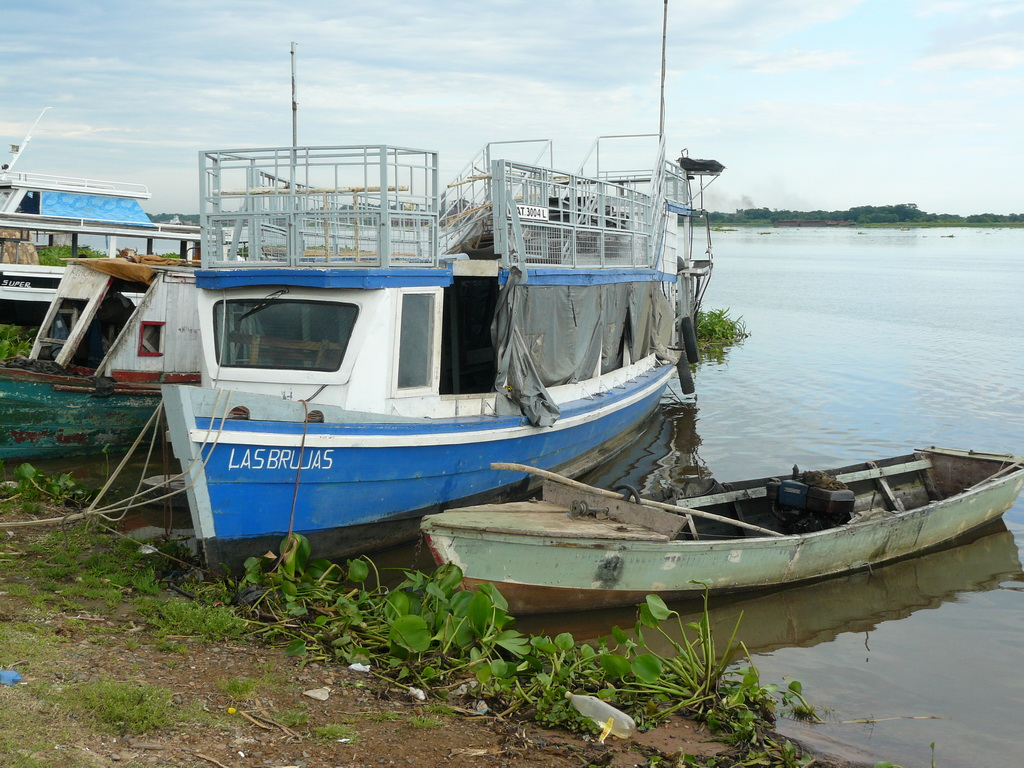
パラグアイ川の河港のPiquete Cué

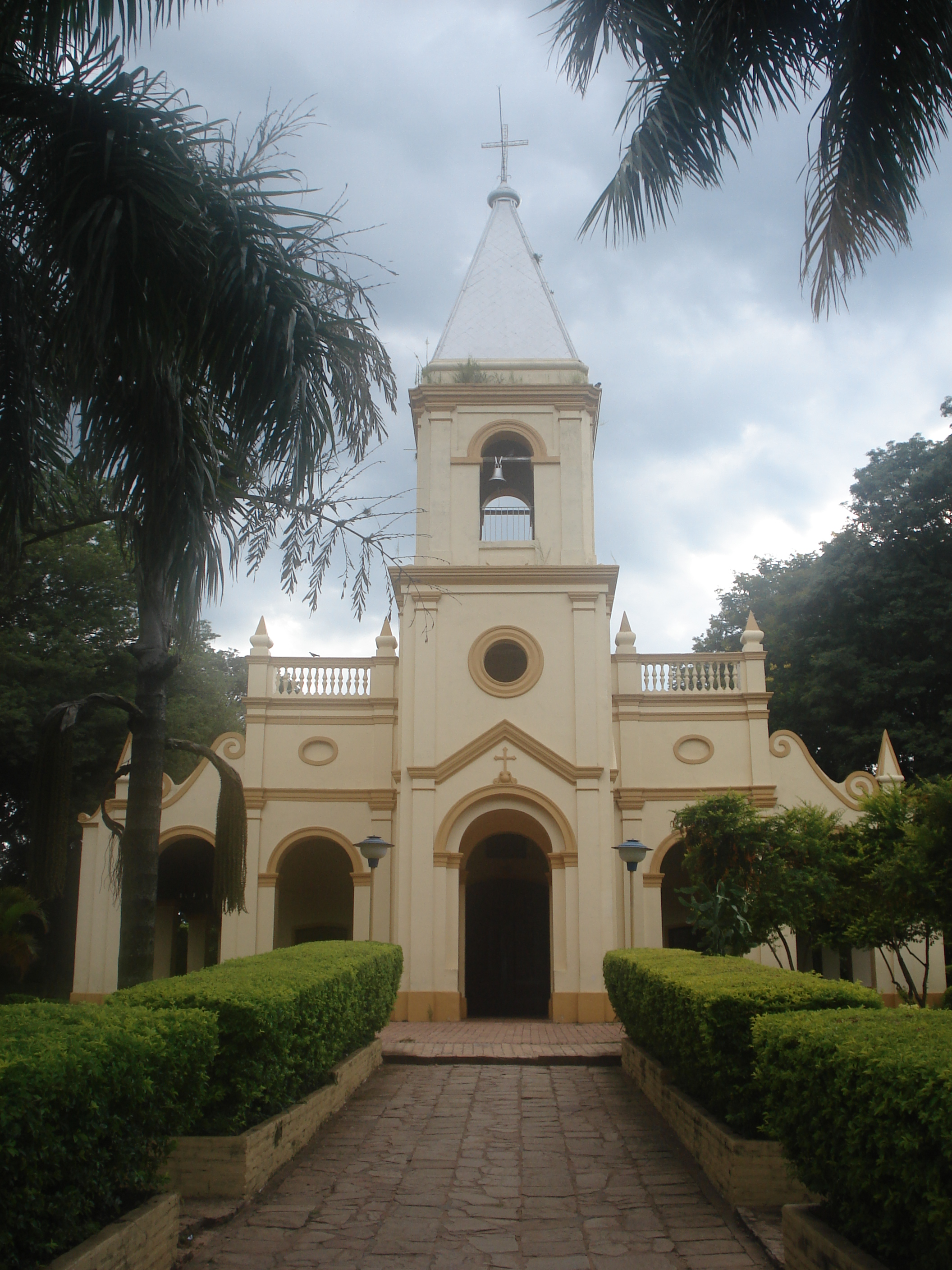
リンピオ教会

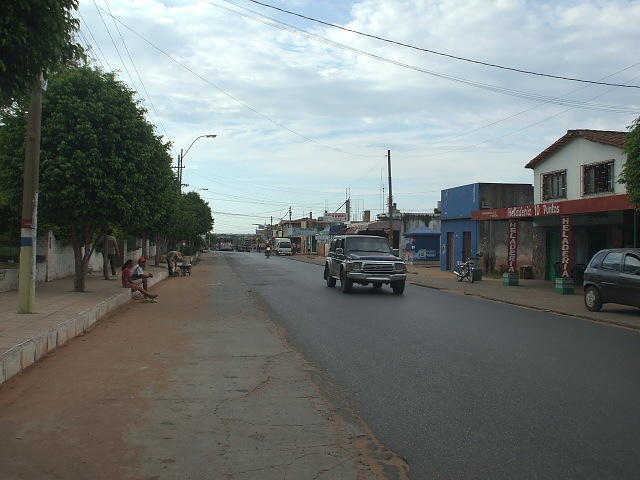
中央通り

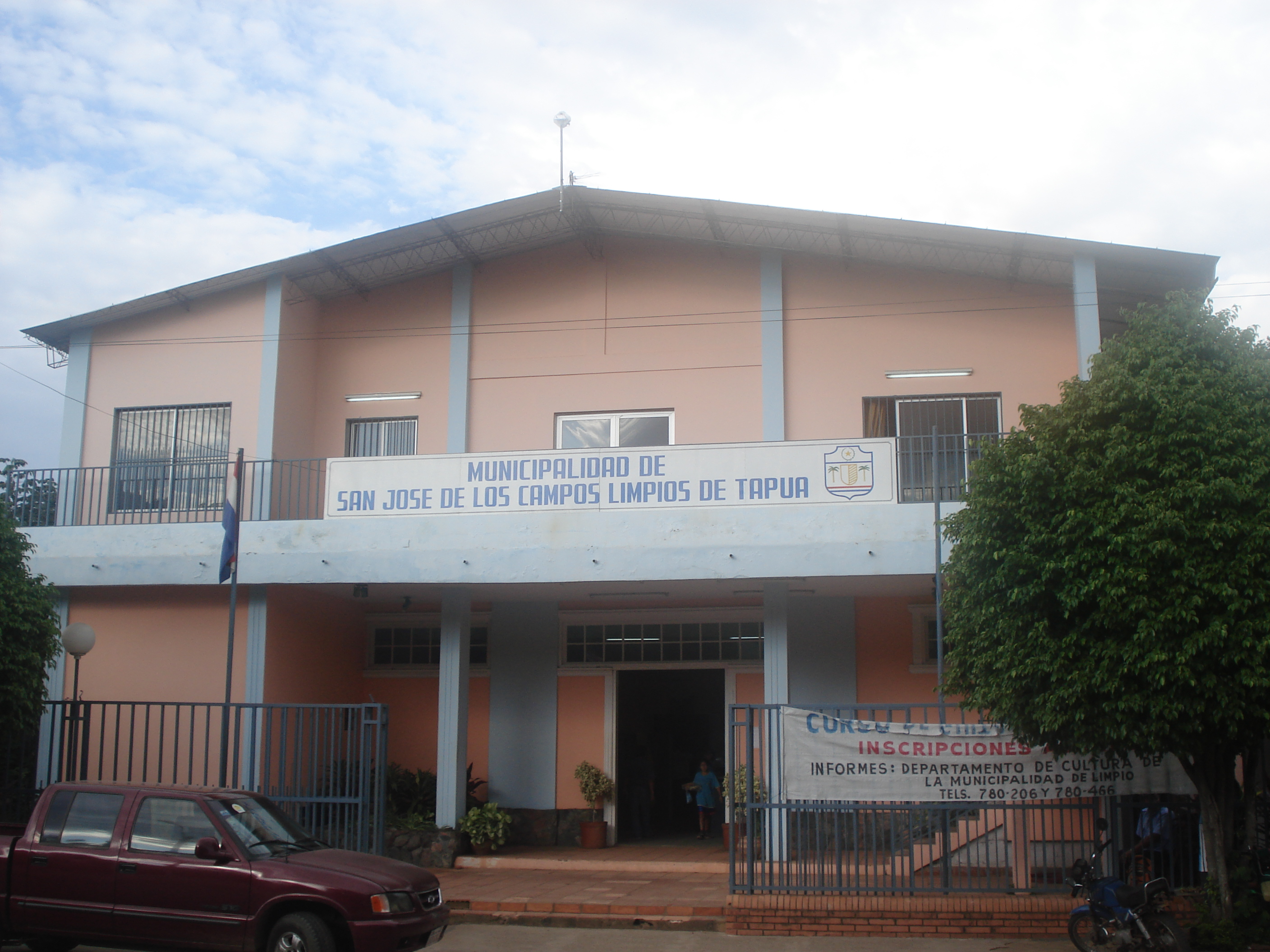
市役所

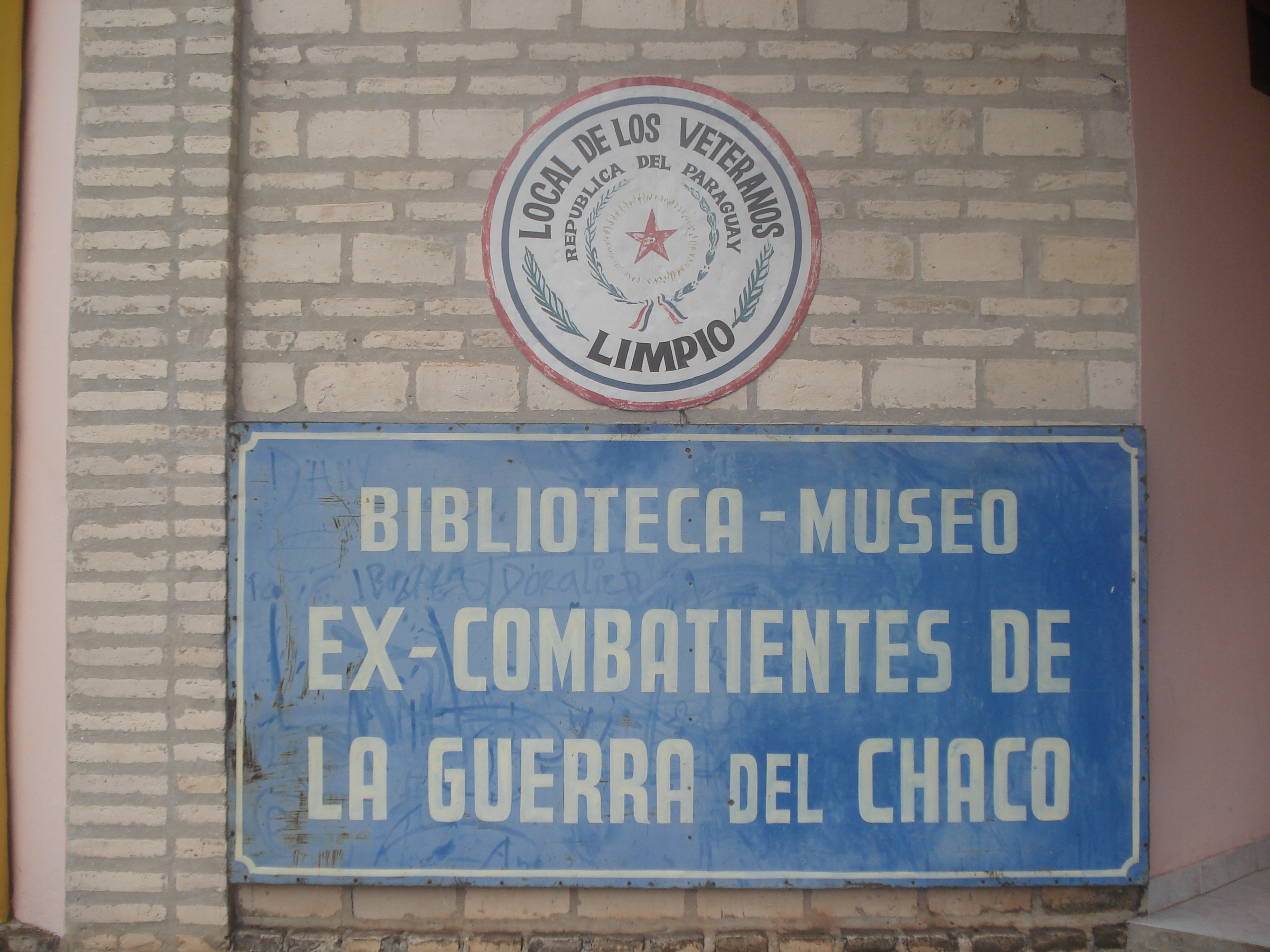
博物館と図書館

リンピオ（スペイン語: Limpio、スペイン語発音: [ˈlim.pjo]）は、パラグアイの中央県の都市。
2016年の人口は13万1700人で、国内8位。
首都アスンシオンから約23km離れており、大アスンシオンに含まれる。
守護聖人はナザレのヨセフ。

## 人口
- 1982年7月11日：3288人
- 1992年8月26日：2万6177人
- 2002年8月28日：7万3158人
- 2005年7月1日：8万6831人
- 2016年7月1日：13万1700人

## 地理
パラグアイ川とサラド川、サン・フランシスコ川（スペイン語: el riacho San Francisco）が流れる。

## 歴史
1537年、ドミンゴ・マルティネス・デ・イララ船長達が訪れ、先住民と結婚し始めた。
1785年2月1日、リンピオが建設された。

## 気候
最高気温記録は40℃、最低気温記録は4℃、年間平均気温は23℃。
年間降水量は1323mmで、1～4月に多く、6～8月に少ない。

## 著名人
- フェルナンド・デ・ラ・モラ（英語版）：1773年～1835年。建国の父の一人。
- ベニグノ・フェレイラ（英語版）：1846年～1920年。第19代大統領。任期は1906年～1908年。

## 参考資料
- Reportaje al País. Tomo 2. Año 2001.